# Гогшелидзе, Георгий Омарович
Георгий Омарович Гогшелидзе (груз. გიორგი გოგშელიძე; род. 7 ноября 1979, Гори) — грузинский и российский борец вольного стиля. До 2005 года выступал за Россию.
Первый тренер — Г. Маргвелашвили. Тренеры — Д. И. Тедеев, А. Х. Маргиев. Член сборной команды России в 1999—2004 годах. Выступал за ЦСКА.
В 2006—2012 годах выступал за сборную команду Грузии, тренер Н. Схирели.
Завершил карьеру в 2012 году.
Выпускник Российской государственной академии физической культуры. Заслуженный мастер спорта.

## Достижения
- Серебряный (2008 — до 96 кг) и бронзовый (2012 — до 96 кг) призер Олимпийских игр.
- Чемпион мира (2001 — до 97 кг).
  - Серебряный (2006 — до 96 кг) и бронзовый (2009, 2010 — до 96 кг) призер чемпионатов мира.
- Чемпион Европы (2008 — до 96 кг).
  - Серебряный (2001, 2010 — до 97 кг) и бронзовый (2006, 2007 — до 96 кг) призер чемпионатов Европы.
- Чемпион России (1999, 2001 — до 97 кг; 2002 — до 96 кг).
  - Серебряный (2003 — до 96 кг) и бронзовый (2004 — до 96 кг) призер чемпионатов России.
- Обладатель Кубка мира (2002 — до 97 кг).
- Победитель Всемирных военных игр (1999 — до 97 кг).